# قائمة جسور تركيا

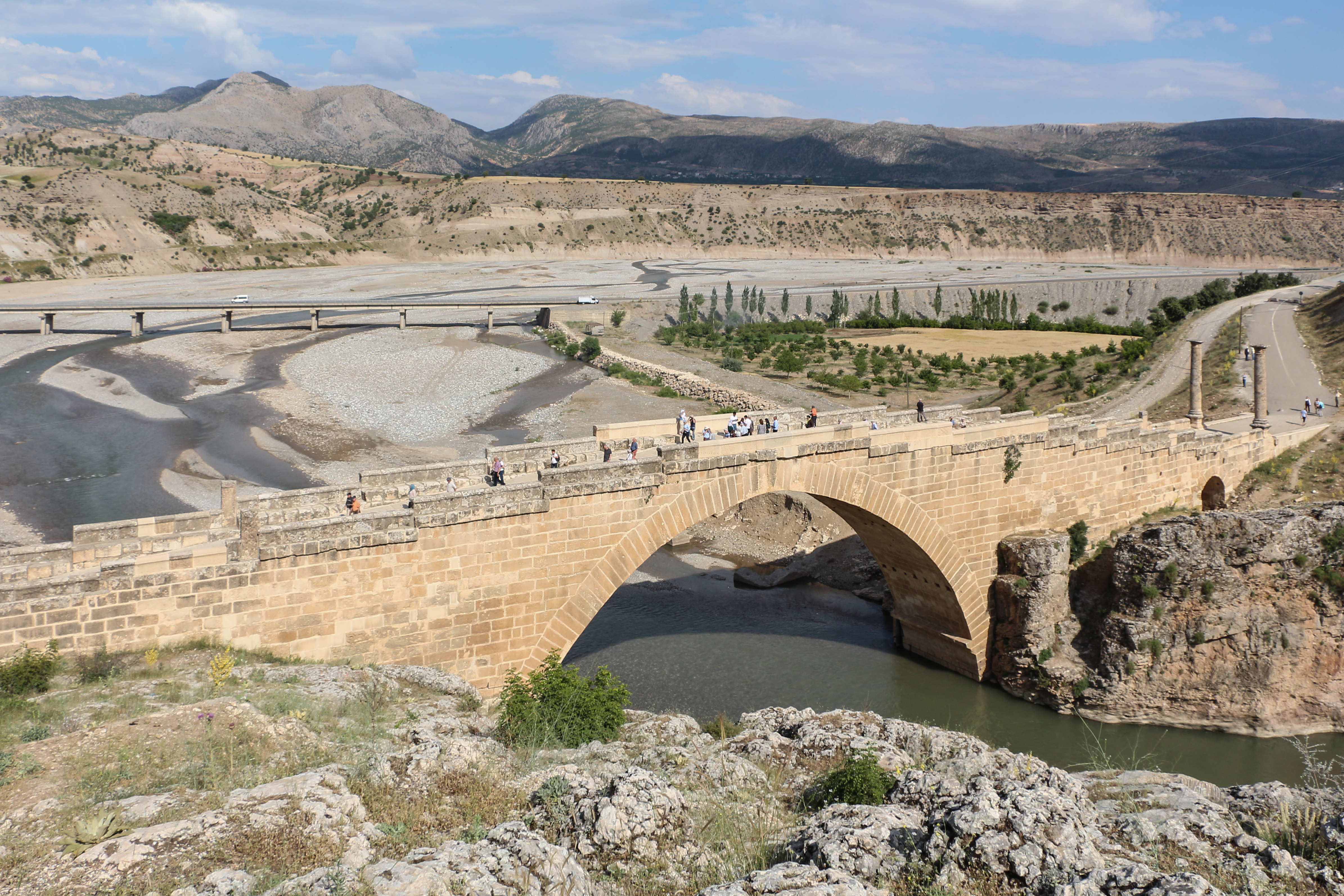
جسر جندرة

الجسر أو القنطرة (ج القناطر) هو مُنشأ يُستخدم للعبور من مكان إلى آخر بينهما عائق.

## قائمة الجسور تركيا
تحتوي هذه القائمة على أسماء الجسور في تركيا.
- جسر أتاتورك.
- جسر البوسفور.
- جسر السلطان سليم الأول.
- جسر السلطان محمد الفاتح.
- جسر غلطة.
- جسر جندرة.

- جسر بايزيد الثاني (أدرنة).

- جسر سراج خانة.